# 全仏オープン男子ダブルス優勝者一覧
全仏オープン男子ダブルス優勝者一覧（ぜんぶつオープンだんしダブルスゆうしょうしゃいちらん）は、全仏オープン男子ダブルスにおける優勝者の一覧である。
- 全仏オープン公式サイトには、すべてのダブルスは優勝ペアしか掲載されていないため、準優勝者の名前と試合結果（スコア）はジャズスポーツのサイト  を参考にした。なお、1924年以前（国際大会になる前、出場資格がフランス人選手のみに限定されていた時代）の記録については、全仏オープン公式サイトで優勝ペアは調べられるが、他のサイトで準優勝者やスコアを調べられるものは見当たらず、空欄のままにしてある。また、最初期の選手はフルネームも記録に残っていない人が多い。

| 年          | 優勝者                                              | 準優勝者                                              | 試合結果 （スコア）   | 備考                                                   |
| ----------- | --------------------------------------------------- | ----------------------------------------------------- | --------------------- | ------------------------------------------------------ |
| 1891年      | B・デショー T・ルグラン                             |                                                       |                       |                                                        |
| 1892年      | J・ハベー D・アルベルティーニ                       |                                                       |                       |                                                        |
| 1893年      | J・シェーファー ゴールドスミス                      |                                                       |                       |                                                        |
| 1894年      | G・ブロッセリン レサージュ                          |                                                       |                       |                                                        |
| 1895年      | アンドレ・バシェロー G・ウィンザー                  |                                                       |                       |                                                        |
| 1896年      | F・ワーデン ウィンズ                                |                                                       |                       |                                                        |
| 1897年      | パウル・アイメ パウル・ルブルトン                   |                                                       |                       |                                                        |
| 1898年      | X・カスダグリ マルセル・バシェロー                  |                                                       |                       |                                                        |
| 1899年      | パウル・アイメ パウル・ルブルトン                   |                                                       |                       |                                                        |
| 1900年      | パウル・アイメ パウル・ルブルトン                   |                                                       |                       |                                                        |
| 1901年      | アンドレ・バシェロー マルセル・バシェロー           |                                                       |                       |                                                        |
| 1902年      | マックス・デキュジス J・ワース                      |                                                       |                       |                                                        |
| 1903年      | マックス・デキュジス J・ワース                      |                                                       |                       |                                                        |
| 1904年      | マックス・デキュジス モーリス・ジェルモー           |                                                       |                       |                                                        |
| 1905年      | マックス・デキュジス J・ワース                      |                                                       |                       |                                                        |
| 1906年      | マックス・デキュジス モーリス・ジェルモー           |                                                       |                       |                                                        |
| 1907年      | マックス・デキュジス モーリス・ジェルモー           |                                                       |                       |                                                        |
| 1908年      | マックス・デキュジス モーリス・ジェルモー           |                                                       |                       |                                                        |
| 1909年      | マックス・デキュジス モーリス・ジェルモー           |                                                       |                       |                                                        |
| 1910年      | マルセル・デュポン モーリス・ジェルモー             |                                                       |                       |                                                        |
| 1911年      | マックス・デキュジス モーリス・ジェルモー           |                                                       |                       |                                                        |
| 1912年      | マックス・デキュジス モーリス・ジェルモー           |                                                       |                       |                                                        |
| 1913年      | マックス・デキュジス モーリス・ジェルモー           |                                                       |                       |                                                        |
| 1914年      | マックス・デキュジス モーリス・ジェルモー           |                                                       |                       |                                                        |
| 1915年-19年 | 大会開催なし                                        | 大会開催なし                                          | 大会開催なし          | 大会開催なし                                           |
| 1920年      | マックス・デキュジス モーリス・ジェルモー           |                                                       |                       |                                                        |
| 1921年      | アンドレ・ゴベール ウィリアム・ローレンツ           |                                                       |                       |                                                        |
| 1922年      | マルセル・デュポン ジャック・ブルニョン             |                                                       |                       |                                                        |
| 1923年      | フランソワ・ブランシー ジャン・サマズイユ           |                                                       |                       |                                                        |
| 1924年      | ジャン・ボロトラ ルネ・ラコステ                     |                                                       |                       | この年まで、出場資格はフランス人選手に限定             |
| 1925年      | ジャン・ボロトラ ルネ・ラコステ                     | アンリ・コシェ ジャック・ブルニョン                   | 7-5 4-6 6-3 2-6 6-3   | この年から国際大会になる                               |
| 1926年      | ビンセント・リチャーズ ハワード・キンゼイ           | アンリ・コシェ ジャック・ブルニョン                   | 6-4 6-1 4-6 6-4       |                                                        |
| 1927年      | アンリ・コシェ ジャック・ブルニョン                 | ジャン・ボロトラ ルネ・ラコステ                       | 2-6 6-2 6-0 1-6 6-4   |                                                        |
| 1928年      | ジャン・ボロトラ ジャック・ブルニョン               | アンリ・コシェ レン・ド・ブゼレー                     | 6-4 3-6 6-2 3-6 6-4   |                                                        |
| 1929年      | ジャン・ボロトラ ルネ・ラコステ                     | アンリ・コシェ ジャック・ブルニョン                   | 6-3 3-6 6-3 3-6 8-6   |                                                        |
| 1930年      | アンリ・コシェ ジャック・ブルニョン                 | ハリー・ホップマン ジム・ウィラード                   | 6-3 9-7 6-3           |                                                        |
| 1931年      | ジョージ・ロット ジョン・バン・リン                 | バーノン・カービー ノーマン・ファーカーソン           | 6-4 6-3 6-4           |                                                        |
| 1932年      | アンリ・コシェ ジャック・ブルニョン                 | マルセル・ベルナール クリスチャン・ボッサス           | 6-3 3-6 7-5 6-3       |                                                        |
| 1933年      | フレッド・ペリー ジョージ・ヒューズ                 | エイドリアン・クイスト ビビアン・マグラス             | 6-2 6-4 2-6 7-5       |                                                        |
| 1934年      | ジャン・ボロトラ ジャック・ブルニョン               | ジャック・クロフォード ビビアン・マグラス             | 11-9 6-3 2-6 4-6 6-2  |                                                        |
| 1935年      | ジャック・クロフォード エイドリアン・クイスト       | ドン・ターンブル ビビアン・マグラス                   | 6-1 6-4 6-2           |                                                        |
| 1936年      | ジャン・ボロトラ マルセル・ベルナール               | ジョージ・ヒューズ レイモンド・タッキー               | 6-2 3-6 9-7 6-1       |                                                        |
| 1937年      | ゴットフリート・フォン・クラム ヘンナー・ヘンケル   | バーノン・カービー ノーマン・ファーカーソン           | 6-4 7-5 3-6 6-1       |                                                        |
| 1938年      | イボン・ペトラ ベルナール・デストレモー             | ドン・バッジ ジーン・マコ                             | 3-6 6-3 9-7 6-1       |                                                        |
| 1939年      | チャールズ・ハリス ドン・マクニール                 | ジャン・ボロトラ ジャック・ブルニョン                 | 4-6 6-4 6-0 2-6 10-8  |                                                        |
| 1940年-45年 | 大会開催なし                                        | 大会開催なし                                          | 大会開催なし          | 大会開催なし                                           |
| 1946年      | イボン・ペトラ マルセル・ベルナール                 | パンチョ・セグラ エンリケ・モレア                     | 7-5 6-3 0-6 1-6 10-8  |                                                        |
| 1947年      | エリック・スタージェス ユースタス・ファニン         | トム・ブラウン ウィリアム・シッドウェル               | 6-4 4-6 6-4 6-3       |                                                        |
| 1948年      | ヤロスラフ・ドロブニー レナート・ベルゲリン         | ハリー・ホップマン フランク・セッジマン               | 8-6 6-1 12-10         |                                                        |
| 1949年      | パンチョ・ゴンザレス フランク・パーカー             | エリック・スタージェス ユースタス・ファニン           | 6-3 8-6 5-7 6-3       |                                                        |
| 1950年      | トニー・トラバート ビル・タルバート                 | エリック・スタージェス ヤロスラフ・ドロブニー         | 6-2 1-6 10-8 6-2      |                                                        |
| 1951年      | フランク・セッジマン ケン・マグレガー               | ディック・サビット ガードナー・ムロイ                 | 6-2 2-6 9-7 7-5       | セッジマン&マグレガー組の年間グランドスラム            |
| 1952年      | フランク・セッジマン ケン・マグレガー               | ディック・サビット ガードナー・ムロイ                 | 6-3 6-4 6-4           |                                                        |
| 1953年      | ケン・ローズウォール ルー・ホード                   | メルビン・ローズ クライブ・ウィルダースピン           | 6-2 6-1 6-1           |                                                        |
| 1954年      | トニー・トラバート ビック・セイシャス               | ケン・ローズウォール ルー・ホード                     | 6-4 6-2 6-1           |                                                        |
| 1955年      | トニー・トラバート ビック・セイシャス               | ニコラ・ピエトランジェリ オーランド・シロラ           | 6-1 4-6 6-2 6-4       |                                                        |
| 1956年      | ロバート・ペリー ドン・キャンディ                   | アシュレー・クーパー ルー・ホード                     | 7-5 6-3 6-3           |                                                        |
| 1957年      | アシュレー・クーパー マルコム・アンダーソン         | メルビン・ローズ ドン・キャンディ                     | 6-3 6-0 6-3           |                                                        |
| 1958年      | アシュレー・クーパー ニール・フレーザー             | ロバート・ハウ エーブ・セガル                         | 3-6 8-6 6-3 7-5       |                                                        |
| 1959年      | ニコラ・ピエトランジェリ オーランド・シロラ         | ロイ・エマーソン ニール・フレーザー                   | 6-3 6-2 14-12         |                                                        |
| 1960年      | ロイ・エマーソン ニール・フレーザー                 | アンドレス・ヒメノ ホセ・ルイス・アリラ               | 6-2 8-10 7-5 6-4      |                                                        |
| 1961年      | ロイ・エマーソン ロッド・レーバー                   | ロバート・ハウ ボブ・マーク                           | 3-6 6-1 6-1 6-4       |                                                        |
| 1962年      | ロイ・エマーソン ニール・フレーザー                 | ウィルヘルム・ブンゲルト クリスティアン・クーンケ     | 6-3 6-4 7-5           |                                                        |
| 1963年      | ロイ・エマーソン マニュエル・サンタナ               | ゴードン・フォーブス エーブ・セガル                   | 6-2 6-4 6-4           |                                                        |
| 1964年      | ロイ・エマーソン ケン・フレッチャー                 | ジョン・ニューカム トニー・ローチ                     | 7-5 6-3 3-6 7-5       |                                                        |
| 1965年      | ロイ・エマーソン フレッド・ストール                 | ケン・フレッチャー ボブ・ヒューイット                 | 6-8 6-3 8-6 6-2       |                                                        |
| 1966年      | デニス・ラルストン クラーク・グレーブナー           | イリ・ナスターゼ イオン・ティリアック                 | 6-3 6-3 6-0           |                                                        |
| 1967年      | ジョン・ニューカム トニー・ローチ                   | ケン・フレッチャー ロイ・エマーソン                   | 6-3 6-4 6-3           |                                                        |
| 1968年      | ケン・ローズウォール フレッド・ストール             | ロッド・レーバー ロイ・エマーソン                     | 6-3 6-4 6-3           | この年からオープン化、プロ選手解禁                     |
| 1969年      | ジョン・ニューカム トニー・ローチ                   | ロッド・レーバー ロイ・エマーソン                     | 4-6 6-1 3-6 6-4 6-4   |                                                        |
| 1970年      | イリ・ナスターゼ イオン・ティリアック               | アーサー・アッシュ チャーリー・パサレル               | 6-2 6-4 6-3           |                                                        |
| 1971年      | アーサー・アッシュ マーティー・リーセン             | スタン・スミス トム・ゴーマン                         | 6-8 4-6 6-3 6-4 11-9  |                                                        |
| 1972年      | ボブ・ヒューイット フルー・マクミラン               | パトリシオ・コルネヨ ハイメ・フィヨル                 | 6-3 8-6 3-6 6-1       |                                                        |
| 1973年      | ジョン・ニューカム トム・オッカー                   | ジミー・コナーズ イリ・ナスターゼ                     | 6-1 3-6 6-3 5-7 6-4   |                                                        |
| 1974年      | ディック・クリーリー オニー・パルン                 | スタン・スミス ボブ・ルッツ                           | 6-3 6-2 3-6 5-7 6-1   |                                                        |
| 1975年      | ブライアン・ゴットフリート ラウル・ラミレス         | フィル・デント ジョン・アレクサンダー                 | 6-2 2-6 6-2 6-4       |                                                        |
| 1976年      | シャーウッド・スチュワート フレディ・マクネアー     | ブライアン・ゴットフリート ラウル・ラミレス           | 7-5 6-3 6-1           |                                                        |
| 1977年      | ブライアン・ゴットフリート ラウル・ラミレス         | ヤン・コデシュ ヴォイチェフ・フィバク                 | 7-6 4-6 6-3 6-4       |                                                        |
| 1978年      | ジーン・マイヤー ハンク・プフィスター               | マニュエル・オランテス ホセ・ヒゲラス                 | 6-3 6-2 6-2           |                                                        |
| 1979年      | ジーン・マイヤー サンディ・マイヤー                 | フィル・デント ロス・ケース                           | 6-4 6-4 6-4           |                                                        |
| 1980年      | ビクトル・アマヤ ハンク・プフィスター               | ブライアン・ゴットフリート ラウル・ラミレス           | 1-6 6-4 6-4 6-3       |                                                        |
| 1981年      | ハインツ・ギュンタード バラージュ・タロツィ         | エリオット・テルチャー テリー・ムーア                 | 6-2 7-6 6-3           |                                                        |
| 1982年      | シャーウッド・スチュワート ファーディ・テイガン     | ハンス・ギルデマイスター ベルス・プラヨー             | 7-5 6-3 1-1（棄権）   |                                                        |
| 1983年      | アンダース・ヤリード ハンス・シモンソン             | マーク・エドモンドソン シャーウッド・スチュワート     | 7-6 6-4 6-2           |                                                        |
| 1984年      | ヤニック・ノア アンリ・ルコント                     | パベル・スロジル トマシュ・スミッド                   | 6-4 2-6 3-6 6-3 6-2   |                                                        |
| 1985年      | マーク・エドモンドソン キム・ウォーウィック         | シュロモ・グリックステイン ハンス・シモンソン         | 6-3 6-4 6-7 6-3       |                                                        |
| 1986年      | ジョン・フィッツジェラルド トマシュ・スミッド       | ステファン・エドベリ アンダース・ヤリード             | 6-3 4-6 6-3 6-7 14-12 |                                                        |
| 1987年      | アンダース・ヤリード ロバート・セグソ               | ヤニック・ノア ギー・フォルジェ                       | 6-7 6-7 6-3 6-4 6-2   |                                                        |
| 1988年      | アンドレス・ゴメス エミリオ・サンチェス             | ジョン・フィッツジェラルド アンダース・ヤリード       | 6-3 6-7 6-4 6-3       |                                                        |
| 1989年      | ジム・グラブ パトリック・マッケンロー               | マンスール・バーラミ エリック・ヴィノグラツキ         | 6-4 2-6 6-4 7-6       |                                                        |
| 1990年      | エミリオ・サンチェス セルヒオ・カサル               | ゴラン・イワニセビッチ ペトル・コルダ                 | 7-5 6-3               | 最大3セット・マッチ                                    |
| 1991年      | ジョン・フィッツジェラルド アンダース・ヤリード     | リック・リーチ ジム・ピュー                           | 6-0 7-6               |                                                        |
| 1992年      | マルク・ロセ ヤコブ・ラセク                         | デビッド・アダムズ アンドレイ・オルホフスキー         | 7-6 6-7 7-5           |                                                        |
| 1993年      | ルーク・ジェンセン マーフィー・ジェンセン           | デビッド・プリノジル マルク＝ケビン・ゲルナー         | 6-4 6-7 6-4           |                                                        |
| 1994年      | バイロン・ブラック ジョナサン・スターク             | ヨナス・ビョルクマン ヤン・アペル                     | 6-4 7-6               |                                                        |
| 1995年      | ヤッコ・エルティン ポール・ハーフース               | ニクラス・クルティ マグナス・ラーソン                 | 6-7 6-4 6-1           |                                                        |
| 1996年      | エフゲニー・カフェルニコフ ダニエル・バチェク       | ギー・フォルジェ ヤコブ・ラセク                       | 6-2 6-3               |                                                        |
| 1997年      | エフゲニー・カフェルニコフ ダニエル・バチェク       | トッド・ウッドブリッジ マーク・ウッドフォード         | 7-6 4-6 6-3           |                                                        |
| 1998年      | ヤッコ・エルティン ポール・ハーフース               | マーク・ノールズ ダニエル・ネスター                   | 6-3 3-6 6-3           |                                                        |
| 1999年      | マヘシュ・ブパシ リーンダー・パエス                 | ゴラン・イワニセビッチ ジェフ・タランゴ               | 6-2 7-5               |                                                        |
| 2000年      | トッド・ウッドブリッジ マーク・ウッドフォード       | ポール・ハーフース サンドン・ストール                 | 7-6 6-4               | ウッドフォード&ウッドブリッジ組がキャリア4冠を達成     |
| 2001年      | マヘシュ・ブパシ リーンダー・パエス                 | ペトル・パラ パベル・ビズネル                         | 7-6 6-3               |                                                        |
| 2002年      | エフゲニー・カフェルニコフ ポール・ハーフース       | ダニエル・ネスター マーク・ノールズ                   | 7-5 6-2               |                                                        |
| 2003年      | ボブ・ブライアン マイク・ブライアン                 | エフゲニー・カフェルニコフ ポール・ハーフース         | 7-6 6-3               |                                                        |
| 2004年      | グザビエ・マリス オリビエ・ロクス                   | ミカエル・ロドラ ファブリス・サントロ                 | 7-5 7-5               |                                                        |
| 2005年      | ヨナス・ビョルクマン マックス・ミルヌイ             | ボブ・ブライアン マイク・ブライアン                   | 2-6 6-1 6-4           |                                                        |
| 2006年      | ヨナス・ビョークマン マックス・ミルヌイ             | ボブ・ブライアン マイク・ブライアン                   | 6-7 6-4 7-5           |                                                        |
| 2007年      | ダニエル・ネスター マーク・ノールズ                 | ルーカス・ドロウヒー パベル・ビズネル                 | 2-6 6-3 6-4           |                                                        |
| 2008年      | ルイス・オルナ パブロ・クエバス                     | ダニエル・ネスター ネナド・ジモニッチ                 | 6-2 6-3               |                                                        |
| 2009年      | ルーカス・ドロウヒー リーンダー・パエス             | ウェスリー・ムーディ ディック・ノーマン               | 3-6 6-3 6-2           |                                                        |
| 2010年      | ダニエル・ネスター ネナド・ジモニッチ               | ルーカス・ドロウヒー リーンダー・パエス               | 7-5 6-2               |                                                        |
| 2011年      | マックス・ミルヌイ ダニエル・ネスター               | フアン・セバスチャン・カバル エドゥアルド・シュワンク | 7–6 3–6 6–4           |                                                        |
| 2012年      | マックス・ミルヌイ ダニエル・ネスター               | ボブ・ブライアン マイク・ブライアン                   | 6–4 6–4               |                                                        |
| 2013年      | ボブ・ブライアン マイク・ブライアン                 | ミカエル・ロドラ ニコラ・マユ                         | 6–4 4–6 7–6           |                                                        |
| 2014年      | ジュリアン・ベネトー エドゥアール・ロジェ＝バセラン | マルセル・グラノリェルス マルク・ロペス               | 6–3 7–6               |                                                        |
| 2015年      | イワン・ドディグ マルセロ・メロ                     | ボブ・ブライアン マイク・ブライアン                   | 6–7 7–6 7–5           |                                                        |
| 2016年      | フェリシアーノ・ロペス マルク・ロペス               | ボブ・ブライアン マイク・ブライアン                   | 6-4 6–7 6–3           |                                                        |
| 2017年      | ライアン・ハリソン マイケル・ヴィーナス             | サンティアゴ・ゴンサレス ドナルド・ヤング             | 7-6 6–7 6–3           |                                                        |
| 2018年      | ピエール＝ユーグ・エルベール ニコラ・マユ           | オリバー・マラチ マテ・パビッチ                       | 6-2 7–6(7–4)          |                                                        |
| 2019年      | ケビン・グラビーツ アンドレアス・ミース             | ジェレミー・シャルディー ファブリス・マルタン         | 6-2 7–6(7–3)          |                                                        |
| 2020年      | ケビン・グラビーツ アンドレアス・ミース             | ブルーノ・ソアレス マテ・パビッチ                     | 6–3 7–5               | COVID-19の世界的流行の為、9月最終週から10月第2週の開催 |
| 2021年      | ニコラ・マユ ピエール＝ユーグ・エルベール           | アンドレイ・ゴルベフ アレクサンダー・ブブリク         | 4–6 7–6(7–1) 6–4      |                                                        |
| 2022年      | ジャン＝ジュリアン・ロジェ マルセロ・アレバロ       | イワン・ドディグ オースティン・クライチェク           | 6–7(4–7) 7–6(7–5) 6–3 |                                                        |
| 2023年      | イワン・ドディグ オースティン・クライチェク         | サンダー・ジレ ヨラン・フリーゲン                     | 6–3 6–1               |                                                        |
| 2024年      | マルセロ・アレバロ マテ・パビッチ                   | シモーネ・ボレッリ アンドレア・ババソリ               | 7–5 6–3               |                                                        |
| 2025年      | マルセル・グラノリェルス オラシオ・セバジョス       | ニール・ スクプスキ ジョー・ソールズベリー            | 6-0 6–7(5–7) 7–5      |                                                        |